# Acholeplasma axanthum
Acholeplasma axanthum è una specie di batterio appartenente alla famiglia delle Acholeplasmataceae.